# مايكل سياني
مايكل سياني (بالإيطالية: Michael Cia)‏ (3 أغسطس 1988 ببولسانو في إيطاليا - ) هو لاعب كرة قدم إيطالي في مركز الوسط. شارك مع منتخب إيطاليا تحت 15 سنة لكرة القدم ومنتخب إيطاليا تحت 16 سنة لكرة القدم ومنتخب إيطاليا تحت 17 سنة لكرة القدم ومنتخب إيطاليا تحت 19 سنة لكرة القدم ومنتخب إيطاليا تحت 20 سنة لكرة القدم ومنتخب إيطاليا تحت 21 سنة لكرة القدم. أما مع النوادي، فقد لعب مع أتالانتا ونادي بيزا ونادي بينيفينتو ونادي تريستينا ونادي كومو ونادي سودتيرول وايه إس دي سامبينديتيس كالتشيو ‏ وUC AlbinoLeffe ‏.

## وصلات خارجية
- مايكل سياني على موقع الاتحاد الدولي (مؤرشف)  (الإنجليزية)
- مايكل سياني على موقع قاعدة بيانات كرة القدم.إي يو (الإنجليزية)
- مايكل سياني على موقع Soccerway.com (الإنجليزية)
- مايكل سياني على موقع عالم كرة القدم.نت (الإنجليزية)